# Al-Nur-Moschee

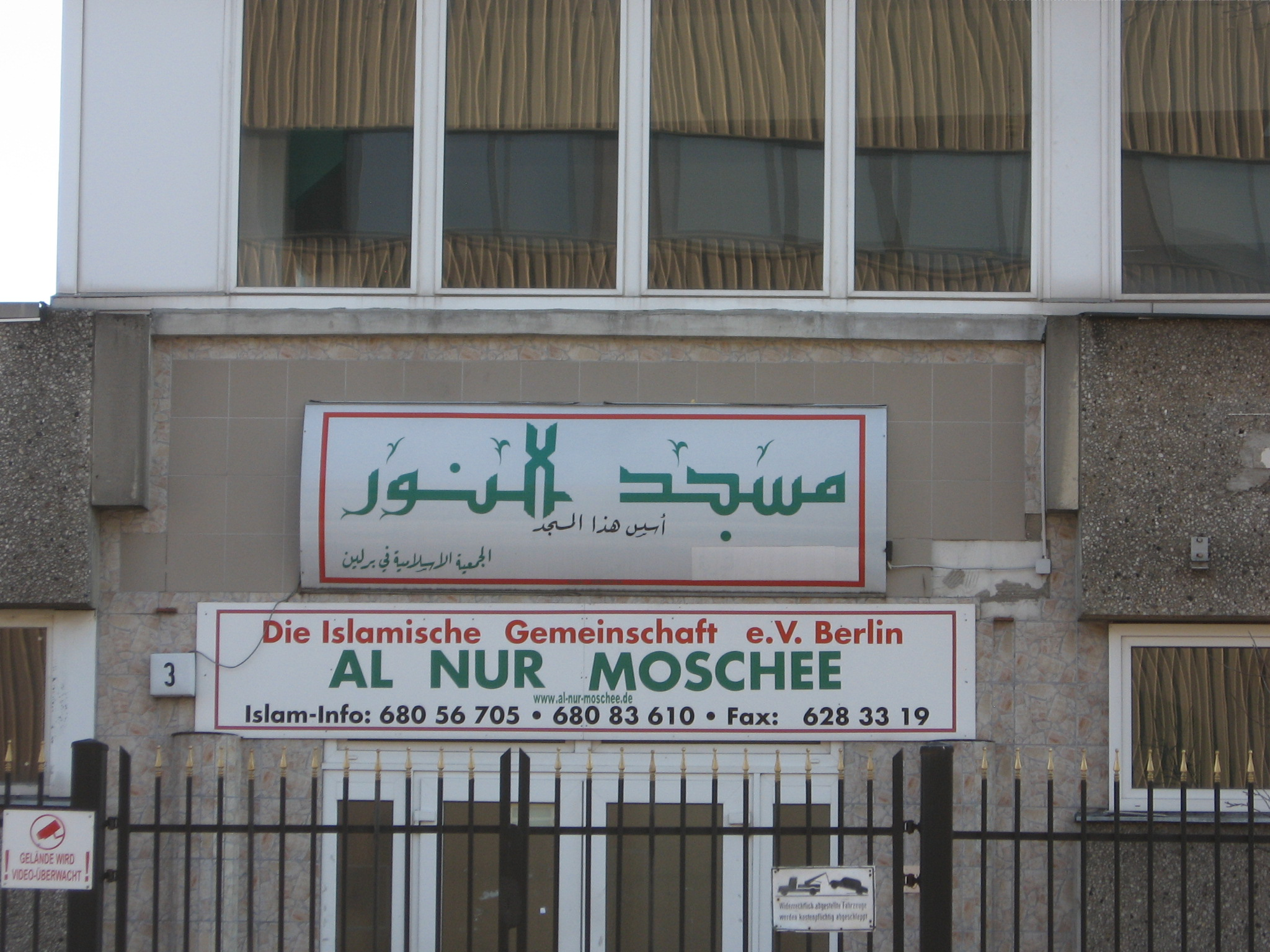
Schild der Al-Nur-Moschee

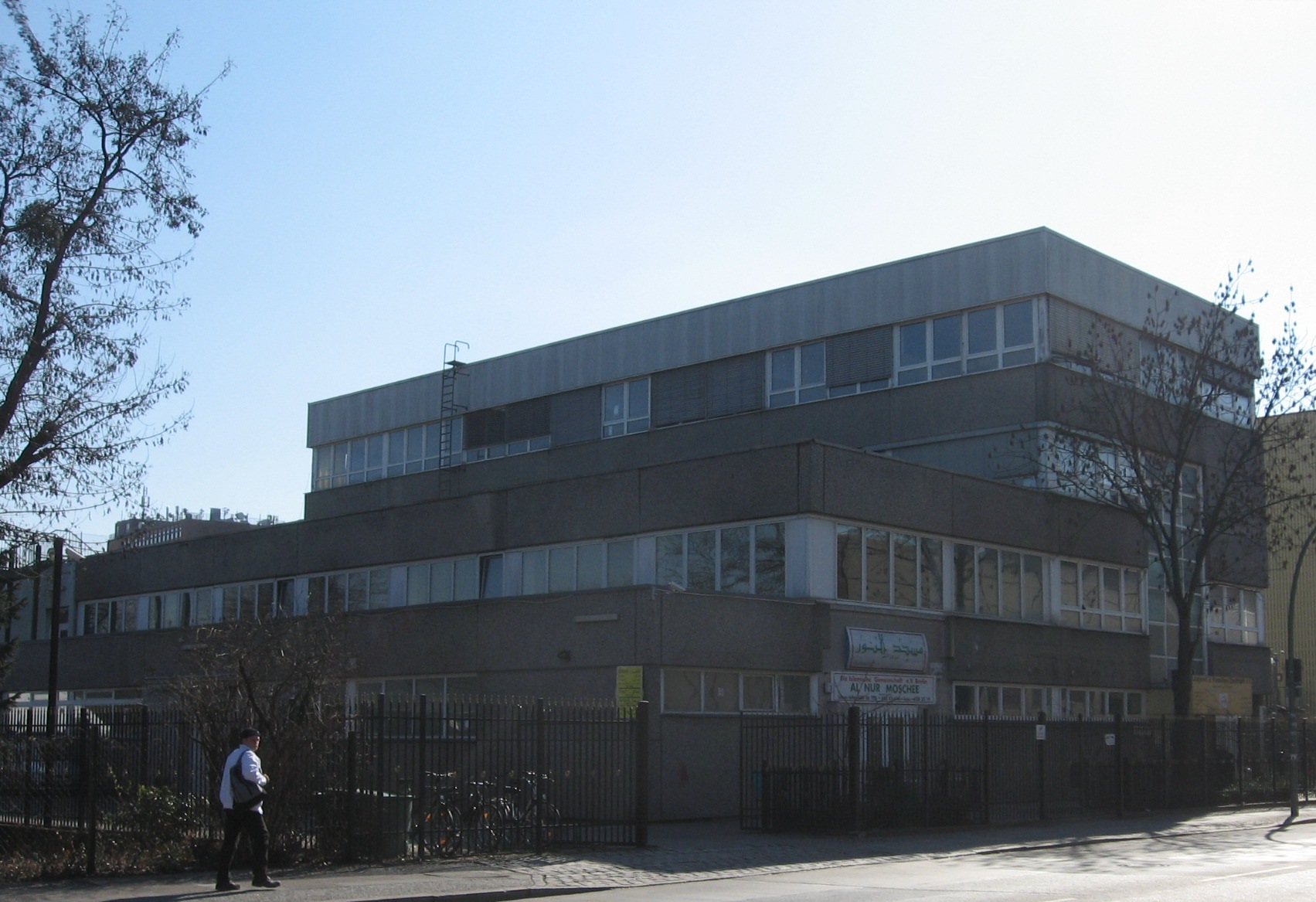
Al-Nur-Moschee in Berlin-Neukölln

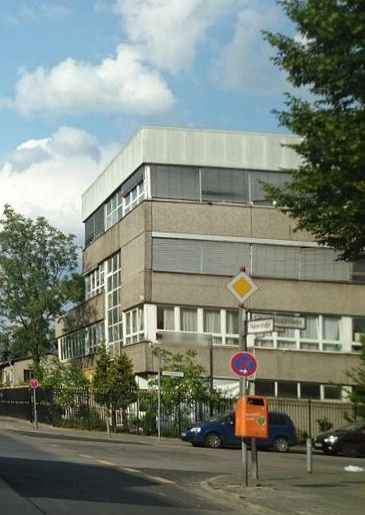
Al-Nur-Moschee

Die Al-Nur-Moschee ist eine vom Verein Islamische Gemeinschaft Berlin e. V. verwaltete Moschee in der Haberstraße im Berliner Ortsteil Neukölln und außerdem auch der Hauptsitz des Moscheevereins. ‚Al-Nur‘ (arabisch نور nūr) bedeutet im Deutschen ‚das Licht‘ und ist ein Verweis auf die Sure 24 im Koran. Die Moschee, ein aufwendig umgebautes Büro- und Lagergebäude, gilt als ein Zentrum des Salafismus in Berlin und steht unter Beobachtung des Verfassungsschutzes. Neben der Moschee bietet der Verein eine Bibliothek, eine Cafeteria, einen Friseur und einen Laden. Laut Hinweisschild am Gebäude sind diese Angebote nur für Mitglieder.

## Ziele
Der Verein hat es sich zur Aufgabe gemacht den Menschen, ob Muslim oder Nichtmuslim, „den wahren und authentischen Islam“ nach eigener Lesart in Form einer radikal fundamentalistischen Auslegung mit wöchentlichem Unterricht und jährlichen Seminaren, die in der Al-Nur-Moschee stattfinden, zu lehren. Neben Unterricht und Seminaren bietet der Moscheenverein auch arabische Sprach- und Schreibkurse und viele gemeinschaftliche Freizeitangebote an.
Imam der Moschee ist der im Libanon geborene Nasser El-Issa, Vorsteher ist Izzeldin Hamad.

## Kritik
2005 wurde dem Iman der Moschee Salem al Rafei die Einreise verweigert, da er unter Terrorverdacht stand. Er zählte damals zu den Hauptfiguren des Islamismus in Berlin.
Im Juni 2009 geriet die Moschee öffentlich in Kritik, da sie den Hassprediger Bilal Philips zum Abhalten eines Vortrags einlud.
Die Al-Nur-Moschee geriet im Juli 2014 in die Kritik, nachdem auf MEMRI-TV eine Übersetzung eines Videos publiziert wurde, das den dänischen Hassprediger Abu Bilal Ismail während einer arabischsprachigen Freitagspredigt in der Berliner Moschee zeigt, in der er Gaza als das „Land des Dschihad“ sowie Juden als „Kriminelle“ und „Schlächter von Propheten“ bezeichnet. Weiterhin bittet er in dieser Predigt Allah um die Vernichtung der Juden „bis auf den Letzten“, sollen sie doch Tyrannei und Korruption säen. Aufgrund zahlreicher Strafanzeigen wegen Volksverhetzung leitete die Berliner Staatsanwaltschaft ein Ermittlungsverfahren gegen den Imam ein, ebenso die dänische Polizei. Unter den 15 Anzeigeerstattern befand sich auch Hakan Taş, der sicherheitspolitische Sprecher der Partei Die Linke im Abgeordnetenhaus von Berlin, der zugleich alle anderen türkischstämmigen Bundes- und Landtagsabgeordneten aufrief, sich der Anzeige anzuschließen.
Im Februar 2015 predigte ein aus Ägypten stammender Imam, Abdel Moez al-Eila, in der Al-Nur-Moschee, dass eine Frau ohne die Erlaubnis ihres Mannes nicht das Haus verlassen, arbeiten oder außer Haus übernachten dürfe. Er sprach Frauen ein Selbstbestimmungsrecht über ihren Körper ab, so etwa dürfe eine Frau ihrem Mann den Geschlechtsverkehr nicht verweigern, ein Mann dürfe den Körper seiner Frau immer zu seiner Befriedigung nutzen. Der Türkische Bund Berlin-Brandenburg zeigte daraufhin den Imam wegen Volksverhetzung und Beleidigung an.
Am 25. Februar 2015 sprach sich die Bezirksverordnetenversammlung von Neukölln mit deutlicher Mehrheit für einen Verbotsantrag gegen den Trägerverein der Al-Nur-Moschee aus. Die in Berlin für Vereinsverbote zuständige Senatsverwaltung für Inneres und Sport prüfe bereits seit Ende Januar 2015 ein Verbot des Trägervereins, wie mitgeteilt wurde.

## Personen
Personen, die Bezug zur Moschee aufweisen, sind unter anderem:
- Denis Cuspert, Ex-Rapper, radikaler dschihadistischer Salafist, laut Verfassungsschutz Berlin bestand spätestens seit Anfang 2010 „ein enger Bezug“ zur Al-Nur-Moschee[12]
- Abdul Adhim Kamouss, Prediger[13]
- Pierre Vogel, Gastprediger
- Arafat Abou-Chaker, besucht regelmäßig zum Freitagsgebet die Moschee[14]

## Jugend und Familien-Zentrum

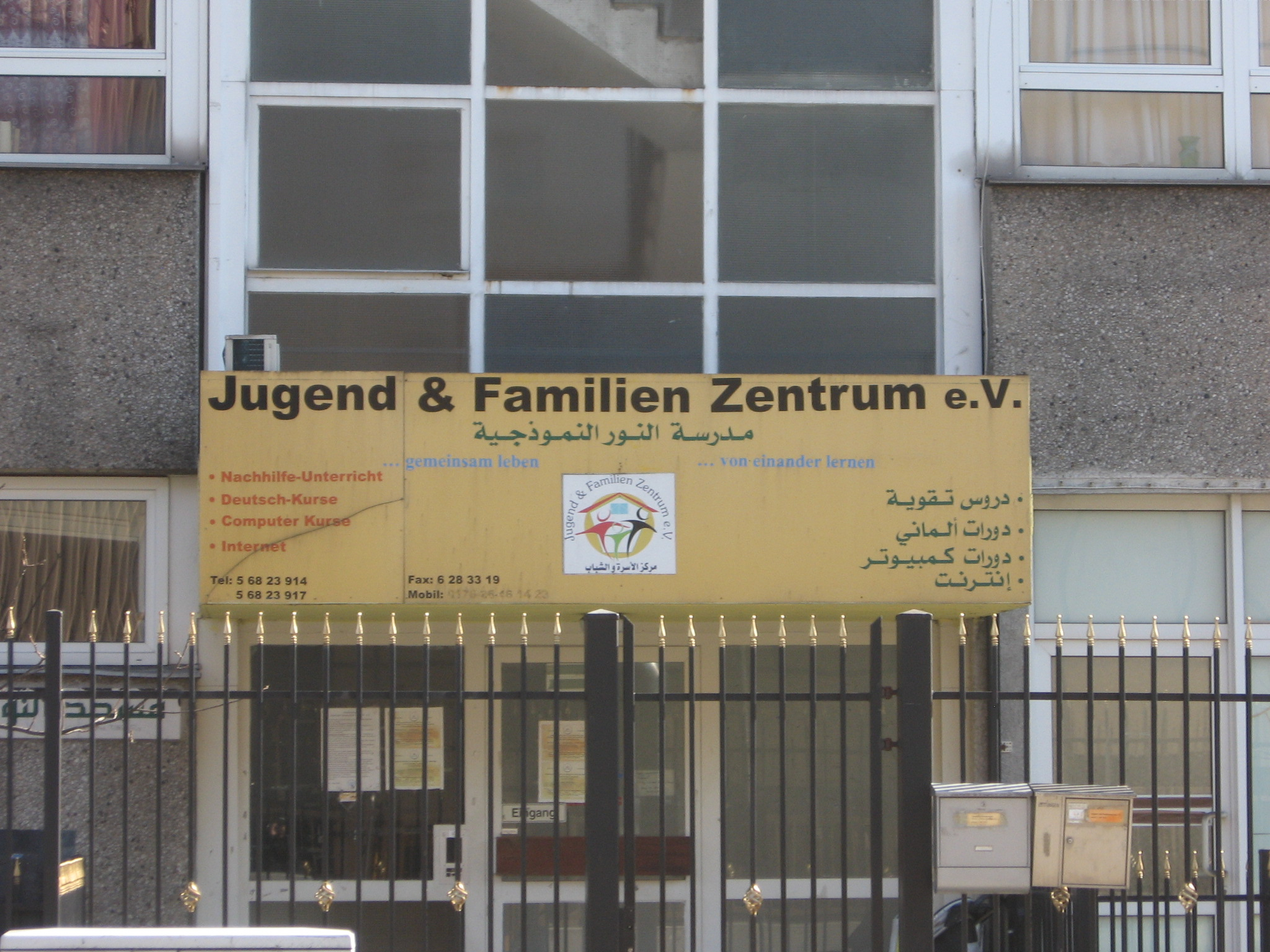
Hinweisschild des Vereins Jugend und Familien-Zentrum e. V.

Im gleichen Gebäude wie die Moschee befinden sich Räume des Vereins Jugend und Familien-Zentrum e. V. Dieser Verein bietet Nachhilfeunterricht, Deutsch- und Computerkurse sowie Internetzugang.